# Meldpunt Midden en Oost Europeanen
Het Meldpunt Midden en Oost Europeanen was een actie en website van de Partij voor de Vrijheid om overlast van Polen, Roemenen en Bulgaren te melden. 

## Achtergrond
De PVV was op dat moment gedoogpartner van het kabinet en het initiatief leidde tot internationale reacties uit Polen en van onder andere het Europees Parlement. Premier Mark Rutte (VVD) weigerde aanvankelijk om het meldpunt van zijn gedoogpartner Geert Wilders te veroordelen. Volgens hem was het een initiatief van een politieke partij en niet zijn verantwoordelijkheid. Ook binnen de partij zelf was er kritiek op het meldpunt. Hero Brinkman stapte kort daarop, mede vanwege dit meldpunt, uit de fractie.
Het Sociaal en Cultureel Planbureau (SCP) signaleerde na het lanceren van de website een stijging van Polen die zich in Nederland gediscrimineerd voelen. Achteraf bleek het meldpunt juist positief uit te vallen voor de immigranten, omdat ze relatief goed integreerden en minder overlast bezorgden dan vooraf werd vermoed door de PVV.
In 2013 ontstond ook in Nederland meer aandacht voor de Europese vluchtelingencrisis en verplaatste de aandacht van de PVV en media zich meer richting die immigratiestroom. In 2015 opende de PVV gelijk aan het Polen-meldpunt een meldpunt voor overlast door asielzoekers. Het Polen-meldpunt heeft geen beleidswijzigingen van de regering teweeggebracht.
In 2019 werd de term "Polenmeldpunt 2.0" gemunt door de Volkskrant voor een initiatief waarbij Polen hun kritiek over Nederlanders kunnen uiten. Dit initiatief was geboren uit onvrede over de negatieve bijklank van Polenhotel.